# Haidian
Haidian (chiń. upr. 海淀区; chiń. trad. 海淀區; pinyin Hǎidiàn Qū lub chiń. upr. 海甸區; chiń. trad. 海甸区) – dzielnica Pekinu położona na północny zachód od centrum miasta.
Liczy 431 km² powierzchni i 2 240 124 mieszkańców (2000). Jej kod pocztowy to 100080.

## Atrakcje turystyczne
- Świątynia Białego Obłoku
- Świątynia Dajue
- Świątynia Dahui
- Świątynia Wielkiego Dzwonu
- Kościół Haidian